# IC 4986
IC 4986 ist eine Balken-Spiralgalaxie vom Hubble-Typ SBd im Sternbild Teleskop am Südsternhimmel. Sie ist schätzungsweise 95 Millionen Lichtjahre von der Milchstraße entfernt und hat einen Durchmesser von etwa 55.000 Lichtjahren.
Das Objekt wurde am 3. Oktober 1901 von DeLisle Stewart entdeckt.